# Оксикодон
Оксикодон (лат. Oxycodonum, англ. Oxycodone) або OxyContin (який є формою пролонгованого випуску) — напівсинтетичний лікарський засіб, що належить до групи опіоїдних анальгетиків, та є похідним тебаїну. Оксикодон уперше синтезований науковцями Франкфуртського університету в 1916 році, та застосовується у клінічній практиці з 1917 року.
Оксикодон легко викликає залежність і часто призводить до зловживань.

## Фармакологічні властивості
Оксикодон — напівсинтетичний лікарський засіб, що належить до групи опіоїдних анальгетиків та є похідним тебаїну. Механізм дії препарату полягає у стимулюванні δ-, μ- і κ-підвидів опіатних рецепторів без ефекту інгібування якогось із підвидів опіатних рецепторів. Наслідком цього є блокування міжнейронної передачі больових імпульсів у різних відділах ЦНС, включно з корою головного мозку та спинним мозком. При застосуванні оксикодону спостерігається виражений знеболювальний та седативний ефект, змінюється емоційне забарвлення болю, проте, на відміну від морфіну, застосування оксикодону супроводжується меншим седативним ефектом та пригніченням центральної нервової системи, препарат рідше спричинює залежність, ніж опіати, та при його застосуванні рідше розвивається толерантність до препарату. Оксикодон застосовується при вираженому больовому синдромі, переважно злоякісних пухлинах, та больовому синдромі іншої етіології, що потребує застосування наркотичних анальгетиків. Препарат застосовувався також при нейропатичному болю у хворих діабетичною нейропатією, проте ефективність оксикодону при цій патології не доведена. При застосуванні оксикодону спостерігається відносно менше побічних ефектів, ніж при застосуванні інших опіатів, зокрема при його застосуванні спостерігається менше інфекційних ускладнень, ніж при застосуванні морфіну, оскільки оксикодон має менший імуносупресивний ефект, ніж морфін.

### Фармакокінетика
Оксикодон швидко й добре всмоктується як після перорального застосування, так і після парентерального введення. Біодоступність препарату становить 100 % при парентеральному застосуванні і 60—87 % при пероральному застосуванні. Максимальна концентрація препарату в крові досягається протягом 1,2—1,4 години при застосуванні форм препарату зі звичайним вивільненням, та 3—4,5 години при застосуванні форм зі сповільненим виділенням. Оксикодон у помірній кількості (38–45 %) зв'язується з білками плазми крові. Оксикодон проникає через гематоенцефалічний бар'єр, через плацентарний бар'єр, та виділяється в грудне молоко. Метаболізується препарат у печінці з утворенням кількох активних метаболітів. Виводиться препарат з організму у вигляді метаболітів переважно із сечею, частково з фекаліями. Період напіввиведення оксикодону становить 3—5 годин залежно від форми препарату, при порушенні функції печінки або нирок цей час може збільшуватися.

## Покази до застосування
Оксикодон застосовується при больовому синдромі, переважно злоякісних пухлинах, та больовому синдромі іншої етіології, що потребує застосування наркотичних анальгетиків.
Оксикодон застосовується переважно перорально та ректально, рідше парентерально, як внутрішньовенно, так і внутрішньом'язово, підшкірно, а також інтраназально.

## Побічна дія
При застосуванні оксикодону спостерігається менша кількість побічних ефектів, ніж при застосуванні інших наркотичних анальгетиків ряду опіоїдів, зокрема при його застосуванні спостерігається менше інфекційних ускладнень, нудоти, блювання, ніж при застосуванні морфіну. Іншими побічними ефектами препарату є:
- Алергічні реакції та з боку шкірних покривів — шкірний висип, свербіж шкіри, синдром Лаєлла, кропив'янка, фотодерматоз, герпетичні висипання.
- З боку травної системи — запор або діарея, сухість в роті, диспепсія, жовчева колька, гінгівіт, стоматит, метеоризм, кишкова непрохідність, кровотеча з ясен, пошкодження зубів або забарвлення їх у якийсь колір.
- З боку нервової системи — запаморочення, слабість, сонливість, головний біль, парестезії, зміни тонусу м'язів, порушення координації рухів, вертиго, тремор, судоми, зміни настрою, міоз, сльозотеча, депресія, тривожність, ейфорія, галюцинації, сплутаність свідомості, деперсоналізація, зміна смаку.
- З боку серцево-судинної системи — порушення ритму серця, тахікардія, лімфаденопатія.
- З боку сечостатевої системи — імпотенція, аменорея, зниження лібідо.
- З боку дихальної системи — рідко пригнічення дихання, бронхоспазм, ларингоспазм, кашель, зміна голосу.

При тривалому застосуванні оксикодону можлива фізична залежність від препарату та звикання. При тривалому застосуванні препарату й раптовій його відміні може спостерігатися синдром відміни, що супроводжується неспокоєм, сльозотечею, ринореєю, позіханням, пітливістю, дрижанням, болями у м'язах, мідріазом і тахікардією; рідше спостерігаються також дратівливість, тривожність, біль у спині та суглобах, загальна слабість, спазми в животі, безсоння, нудота, втрата апетиту, блювання, діарея, артеріальна гіпертензія, збільшення частоти дихання.

## Протипокази
Оксикодон протипоказаний при підвищеній чутливості до препарату, вираженому пригніченні дихання, вираженому хронічному обструктивному захворюванні легень, легеневому серці, важкій бронхіальній астмі, паралітичній кишковій непрохідності або затримці спорожнення шлунку, гострому животі.

## Форми випуску
Оксикодон випускається у вигляді таблеток і желатинових капсул по 0,005; 0,0075; 0,01; 0,015; 0,02; 0,03; 0,04; 0,06 і 0.08 г; розчину для перорального застосування; та комбінованих препаратів з парацетамолом, ібупрофеном, ацетилсаліциловою кислотою, налоксоном і налтрексоном.